# Benedetto Stella
Benedetto Stella (Darfo Boario Terme, 30 gennaio 1913 – Rio de Janeiro, 24 aprile 1993) è stato un calciatore e allenatore di calcio italiano, di ruolo centrocampista.

## Carriera
Crebbe nella Trevigliese, con cui conquistò una promozione in Prima Divisione per poi passare alla Pro Patria, in Serie A. Con i bustocchi disputò due stagioni al termine delle quali si trasferisce al Milan. Dopo un biennio con i rossoneri passò al Catania, in Serie B, e dopo un anno ritornò in Serie A con la Fiorentina prima e poi in prestito alla Lazio. Rientrato a Firenze, fu ceduto definitivamente e si trasferì alla Lucchese.
Vestì ancora le maglie di Liguria e Atalanta.
Allenò successivamente il Pescara.

## Palmarès

### Giocatore

#### Competizioni nazionali
- Campionato italiano di Serie B: 1

Liguria: 1940-1941

#### Competizioni regionali
- Seconda Divisione: 1

Trevigliese: 1930-1931